# Callipus corsicus
Callipus corsicus är en mångfotingart som beskrevs av Karl Wilhelm Verhoeff 1943. Callipus corsicus ingår i släktet Callipus och familjen Callipodidae. Inga underarter finns listade i Catalogue of Life.